# Festa major

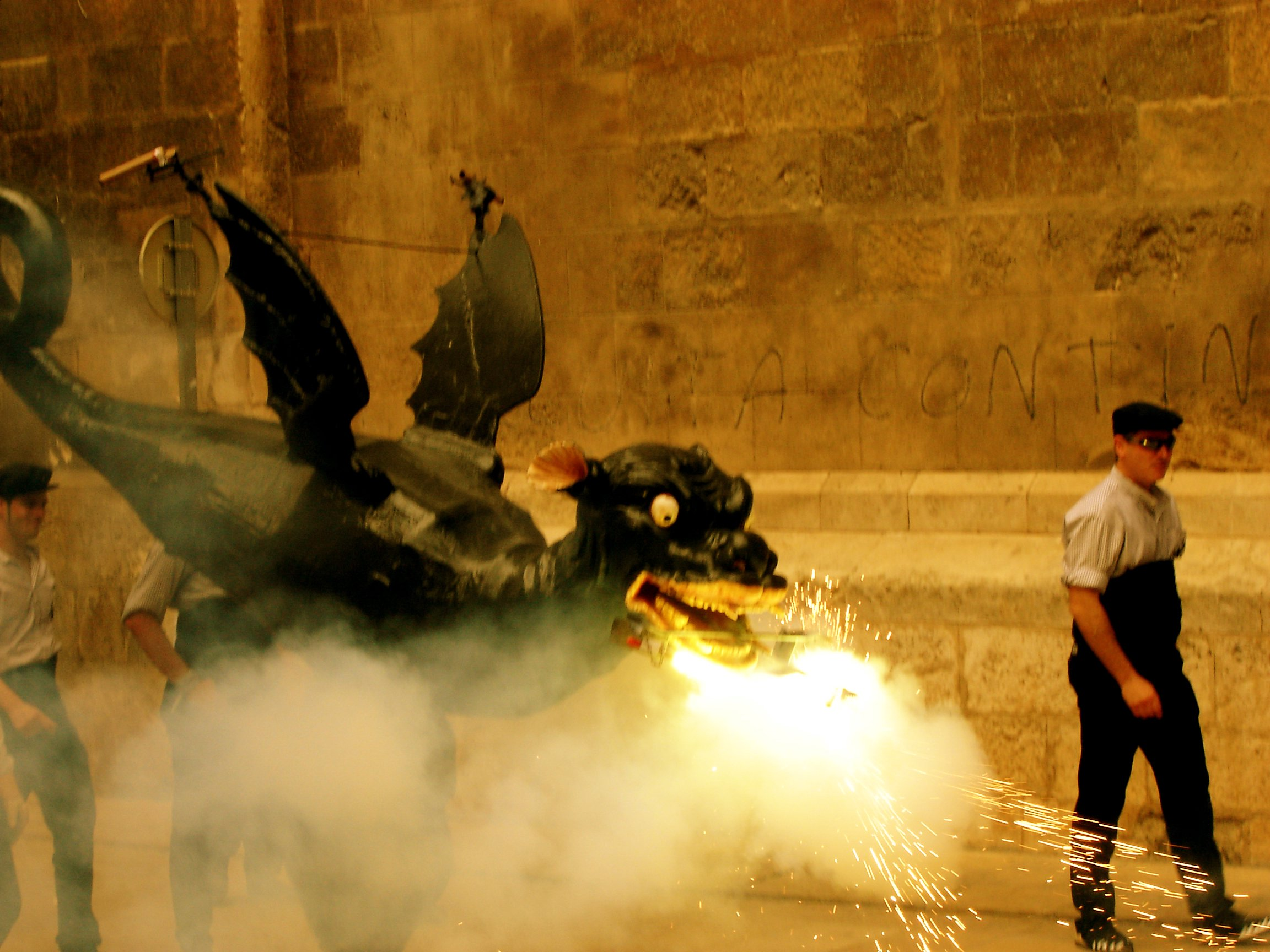
Drac de Vilafranca, el drac més antic d'Europa.

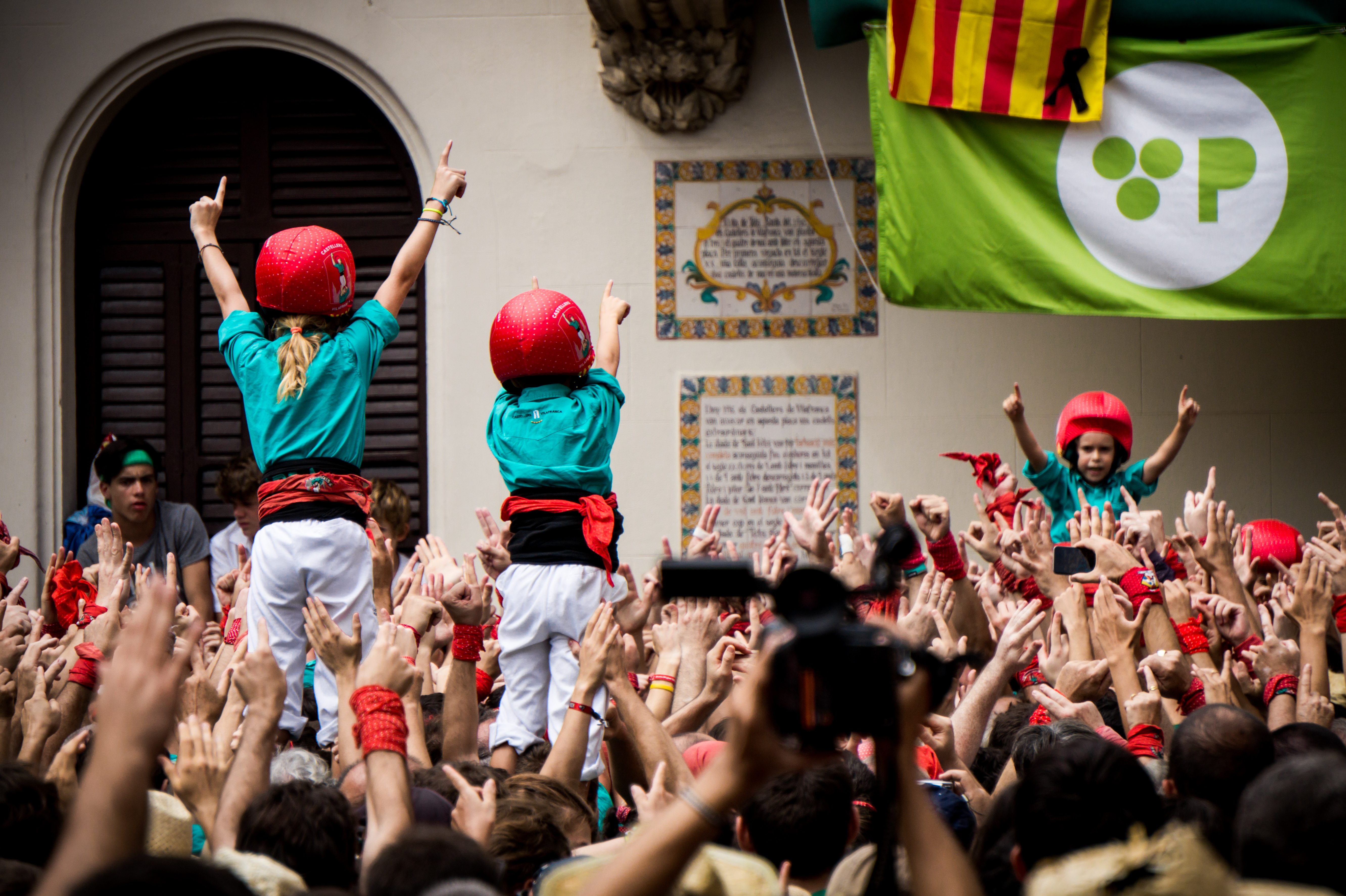
Celebració dels Castellers de Vilafranca durant la jornada castellera de la Festa Major de Vilafranca 2017.

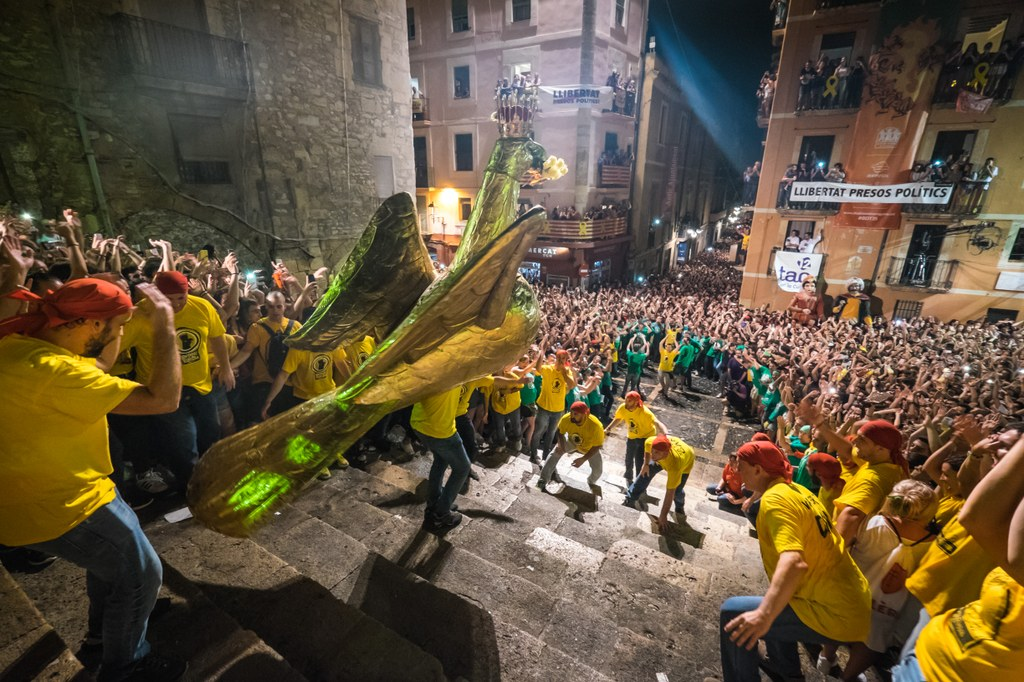
Baixada de l'Àliga durant les Festes de Santa Tecla de Tarragona

Una festa major és la festa o el festival més important de cada barri, poble, vila o ciutat. Típicament commemora un fet important de la seva història o tradició, com ara la seva fundació. Aquesta festa pot ser alhora una festa patronal, o siga una festa en honor d'un sant patró o santa patrona. Sovint, quan no s'escau en estiu, se celebra una segona festa major en aquesta època de l'any.
Les festes majors són el punt de trobada d'una comunitat local. Es reuneix anualment a l'entorn d'uns escenaris comuns —la plaça, el cafè o l'església— i afirma la seva existència com a col·lectiu a partir d'uns referents simbòlics compartits.

## Origen
Les festes majors catalanes se celebren almenys des del segle xiii. Al segle xiv la prodigalitat en les despeses feu que moltes constitucions de bisbats limitessin als clergues el nombre de convidats a l'àpat de festa major. Ferran el Catòlic, en una pragmàtica del 1487, prohibí que es fessin despeses superiors a deu sous per cada foc. Aquesta fou derogada l'any següent, a petició dels pagesos, que negociaren amb el rei la interpretació de la sentència arbitral de Guadalupe i que al·legaven el costum de rebre, per les festes majors, els amics i els parents.

## Tradicions
Solen durar tres dies (que a moltes ciutats i viles hom fa coincidir amb les fires), el primer dels quals hom considera feriat, i se sol intentar fer coincidir amb un cap de setmana.
Entre els actes religiosos, han estat o són tradicionals les vespres o completes a la vigília, l'ofici solemne, amb un orador invitat per al sermó i la processó (sovint amb gegants i nans), acompanyats, tots, per música de banda.
Entre els actes profans, cercaviles, balls a l'envelat o en un teatre (on també se celebren concerts i representacions teatrals o líriques), balls de sardanes o de danses tradicionals, a la plaça, cossos amb divertiments infantils (com la sortija, salts amb sacs o trencar l'olla), toros o correbous, competicions esportives, focs d'artifici, correfocs, diables, castells, fires (cavallets, tir al blanc, autos de xoc, etc.) La corporació municipal presideix els actes més solemnes. Hom enrama o adorna amb garlandes els carrers, i a la majoria de les cases es fa un gran àpat, al qual són convidats parents i amics forans. Hom acostuma a estrenar vestits.

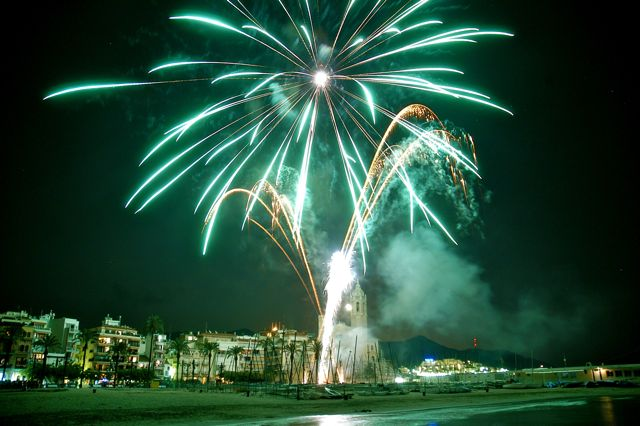
Castell de Focs d'Artifici de la Festa Major de Sitges

## Festes majors
Actualment, hi ha moltes festes majors a les quals se'ls hi ha atorgat el reconeixement de Festa Patrimonial d'Interès Nacional.
Algunes d'aquestes són la Festa Major de l'Arboç, la Festa Major de Les Santes de Mataró, la Festa Major de les Neus de Vilanova i la Geltrú, La Festa Major de Sitges, la Festa Major de Solsona, la Festa Major de Vilafranca del Penedès, la Festa Major de Sant Pere de Reus, les Festes de Santa Tecla de Tarragona o la Festa Major i el Ball de Cavallets, Gegants i Mulassa de Sant Feliu de Pallerols.
En la categoria de Festes Tradicionals d'Interès Nacional, hi ha festes majors tan importants com les de la Mercè i la del barri de Gràcia, totes dues a Barcelona, la festa de Misericòrdia de Reus, la festa major de Castellterçol, les festes del Tura d'Olot.
Són també especialment significatives les festes de creació més recent –però molt concorregudes i dinàmiques– com la festa major de Blancs i Blaus de Granollers, les de Santa Anna de Blanes, les de la Mare de Déu de la Cinta de Tortosa, les Decennals de Valls (que cada deu anys recorden la Mare de Déu de la Candela), la dels Elois de Berga, l'Aquelarre de Cervera, la de la Santa Creu de Figueres o la de Sant Narcís de Girona.
Festes Majors famoses són la Festa Major de Gràcia, les Festes de Sant Joan de Ciutadella de Menorca, la Festa Major de les Neus de Vilanova i la Geltrú, la Festa Major de Vilafranca del Penedès, la Patum de Berga, les Festes de la Magdalena de Castelló de la Plana, les Festes de Santa Tecla de Tarragona, les Falles de València i les Fogueres d'Alacant, la Festa Major (pirata) de Premià de Mar.